# Voisines (Yonne)
Voisines település Franciaországban, Yonne megyében. Lakosainak száma 528 fő (2022. január 1.). Voisines La Postolle, Fontaine-la-Gaillarde, Les Clérimois, Lailly, Saligny, Soucy és Thorigny-sur-Oreuse községekkel határos.

## Népesség
A település népessége az elmúlt években az alábbi módon változott:
| Lakosok száma | 487  | 504  | 525  | 498  | 504  | 509  | 515  | 514  | 528  |
|               | 2013 | 2015 | 2016 | 2017 | 2018 | 2019 | 2020 | 2021 | 2022 |